# Tiểu đảo tụy
Tiểu đảo tụy hay tiểu đảo Langerhans là một vùng của tụy chứa các tế bào nội tiết (sản xuất hormone), được nhà giải phẫu bệnh lý người Đức Paul Langerhans phát hiện năm 1869. Tiểu đảo tụy chiếm 1 đến 2% thể tích tuyến tụy và nhận 10 đến 15% lưu lượng máu đến tụy. Tiểu đảo tụy sắp xếp dày đặc trong tụy người, có vai trò rất quan trọng trong quá trình chuyển hóa glucose.

## Cấu tạo
Có khoảng 3 triệu tiểu đảo phân bố dưới dạng các dây tế bào nối với nhau, mỗi dây có độ dài trung bình khoảng 0,1 mm (đường kính 109 µm).:914 Mỗi dây ngăn cách khỏi mô tụy xung quanh bởi một nang mô liên kết liên tục với mô liên kết sợi.  : 914

### Giải phẫu vi thể
Hormone được sản xuất trong tiểu đảo tụy bài tiết trực tiếp vào dòng máu qua (ít nhất) năm loại tế bào. Trong các tiểu đảo tụy ở chuột, tập hợp tế bào nội tiết được phân phối như sau:
- Tế bào alpha sản xuất glucagon (20% tổng số tế bào đảo)
- Tế bào beta sản xuất insulin và amylin (≈70%)
- Tế bào delta sản xuất somatostatin (<10%)
- Tế bào epsilon sản xuất ghrelin (<1%)
- Tế bào PP (tế bào gamma hay tế bào F) sản xuất polypeptide tụy (<5%)

Có sự khác nhau về kiến trúc tế bào của tiểu đảo tụy giữa các loài. Đặc biệt, trong khi tiểu đảo tụy của bộ Gặm nhấm, số lượng tế bào beta sản xuất insulin chiếm chủ yếu ở trung tâm, còn các tế bào alpha, delta và PP khá khan hiếm ở ngoại vi. Tiểu đảo tụy người, tế bào alpha và beta phân bố khá đều.
Tiểu đảo ảnh hưởng lẫn nhau thông qua giao tiếp paracrine (tác động gần) và autocrine (tác động lên chính tế bào tiết), và tế bào beta giao tiếp qua tín hiệu điện đến 6 - 7 tế bào beta khác (không giao tiếp tế bào khác loại).

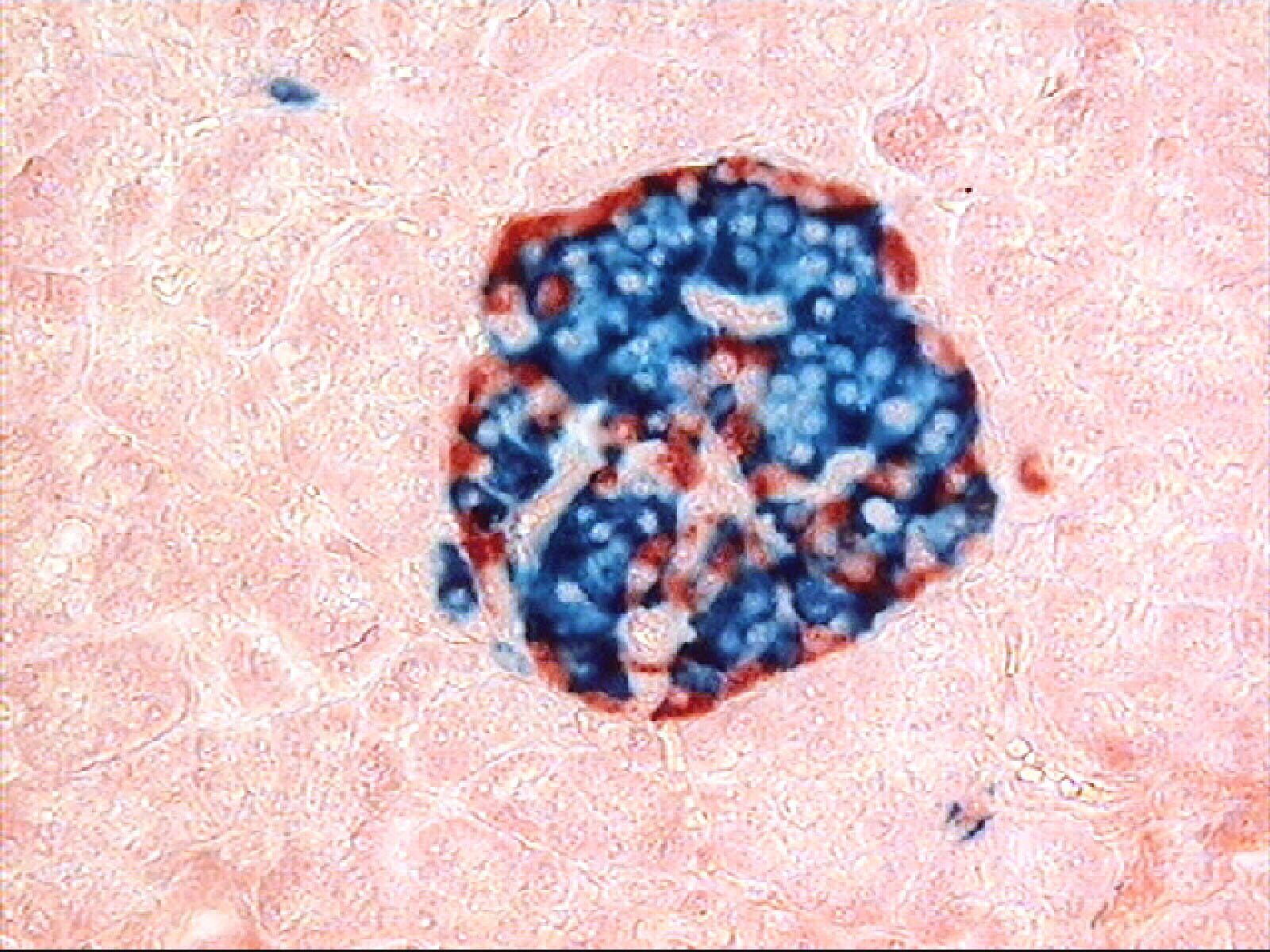
Một tiểu đảo tụy (nhuộm).
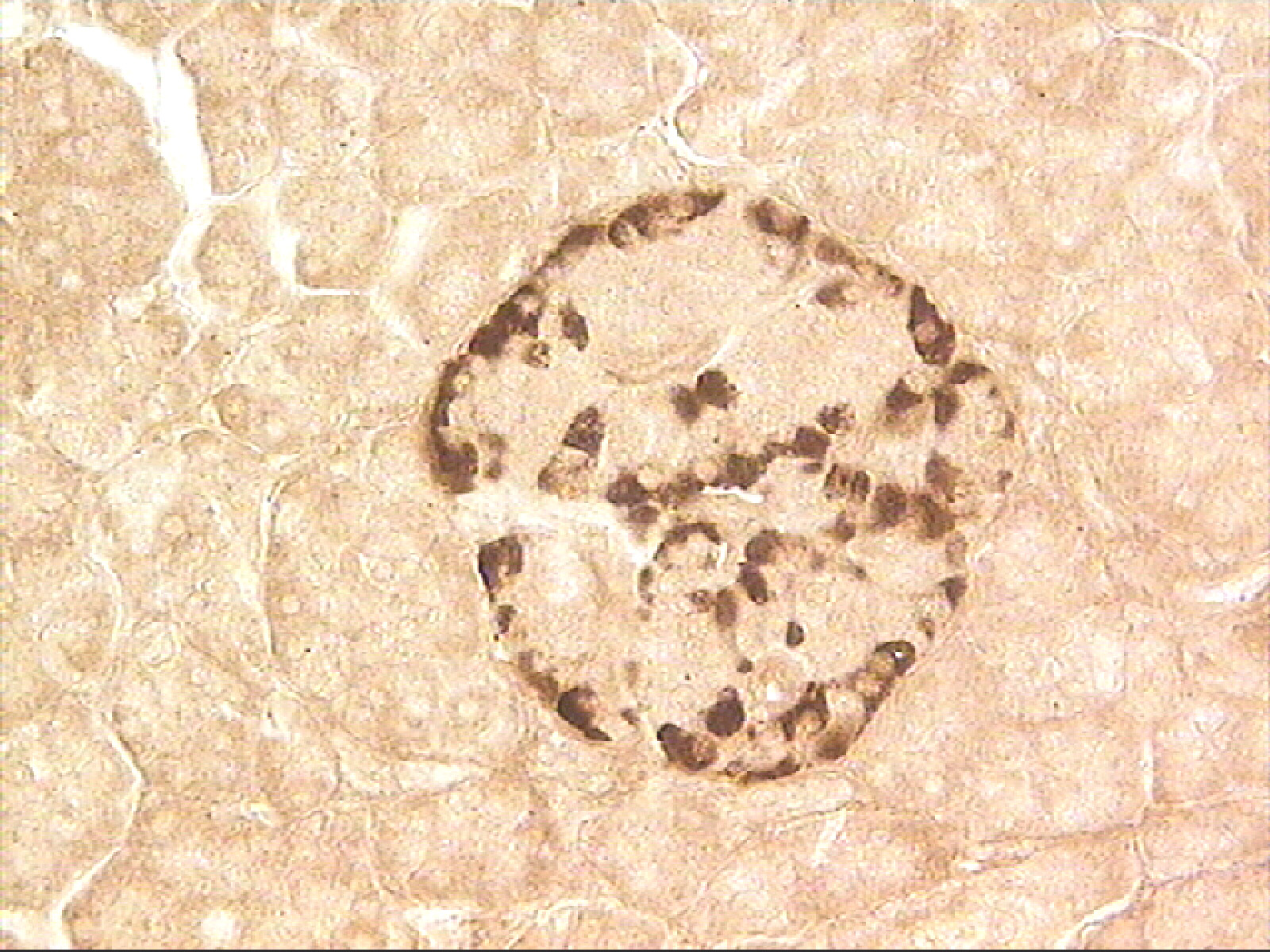
Một tiểu đảo tụy, các tế bào alpha.
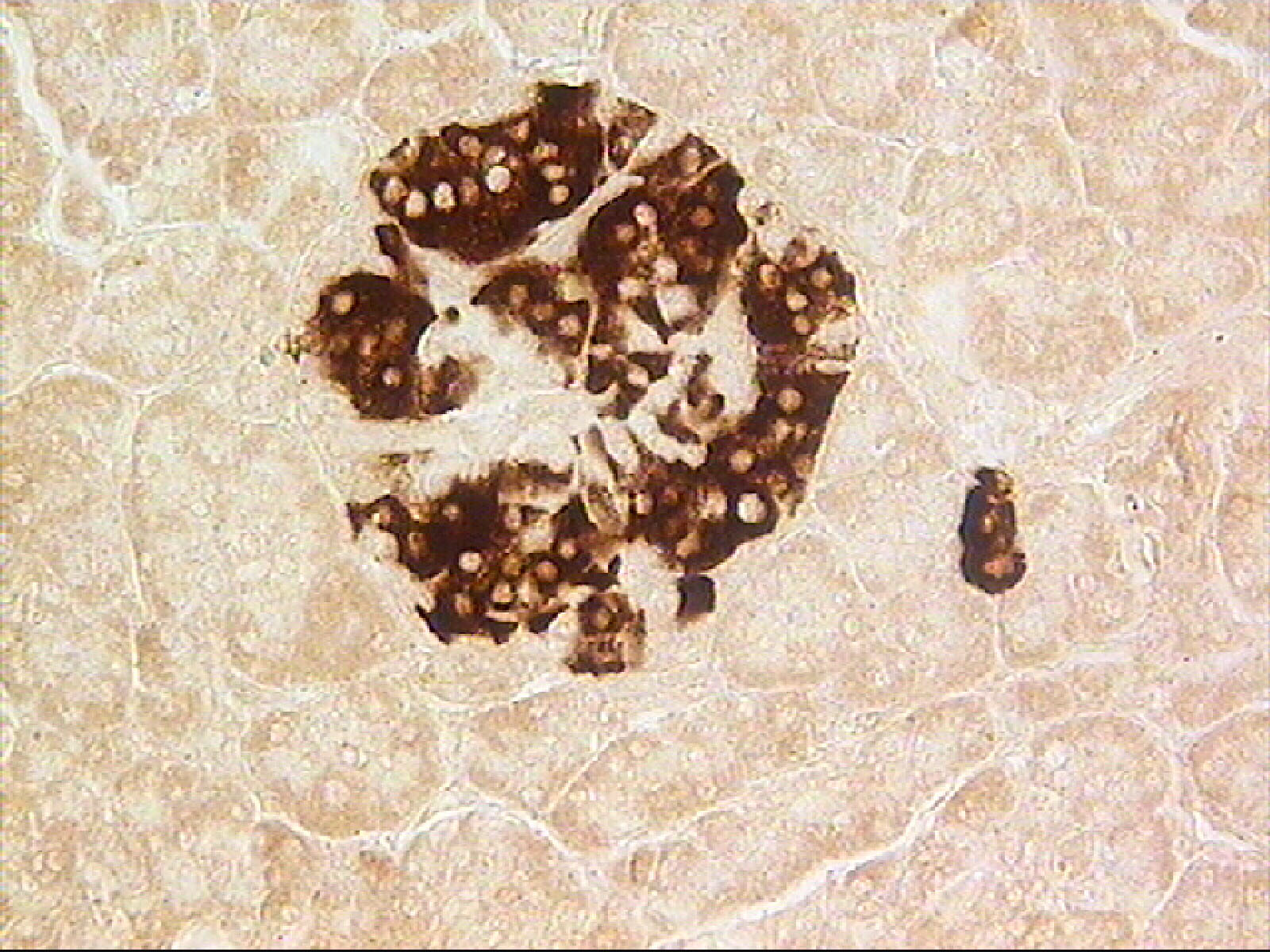
Một tiểu đảo tụy, các tế bào beta.

## Chức năng
Hệ thống điều hòa ngược paracrine của các tiểu đảo tụy có cấu trúc như sau:
- Glucose/Insulin: kích hoạt tế bào beta và ức chế tế bào alpha
- Glycogen/Glucagon: kích hoạt tế bào alpha nhằm kích hoạt tế bào beta và tế bào delta
- Somatostatin: ức chế tế bào alpha và tế bào beta

Một số lượng lớn các thụ thể bắt cặp với protein G (GPCR) điều chỉnh việc tiết insulin, glucagon và somatostatin từ tiểu đảo tụy. Một số GPCR này chính là mục tiêu của các loại thuốc sử dụng để điều trị bệnh tiểu đường type 2 (GLP-1 là chất chủ vận thụ thể,  DPPIV là chất ức chế). 

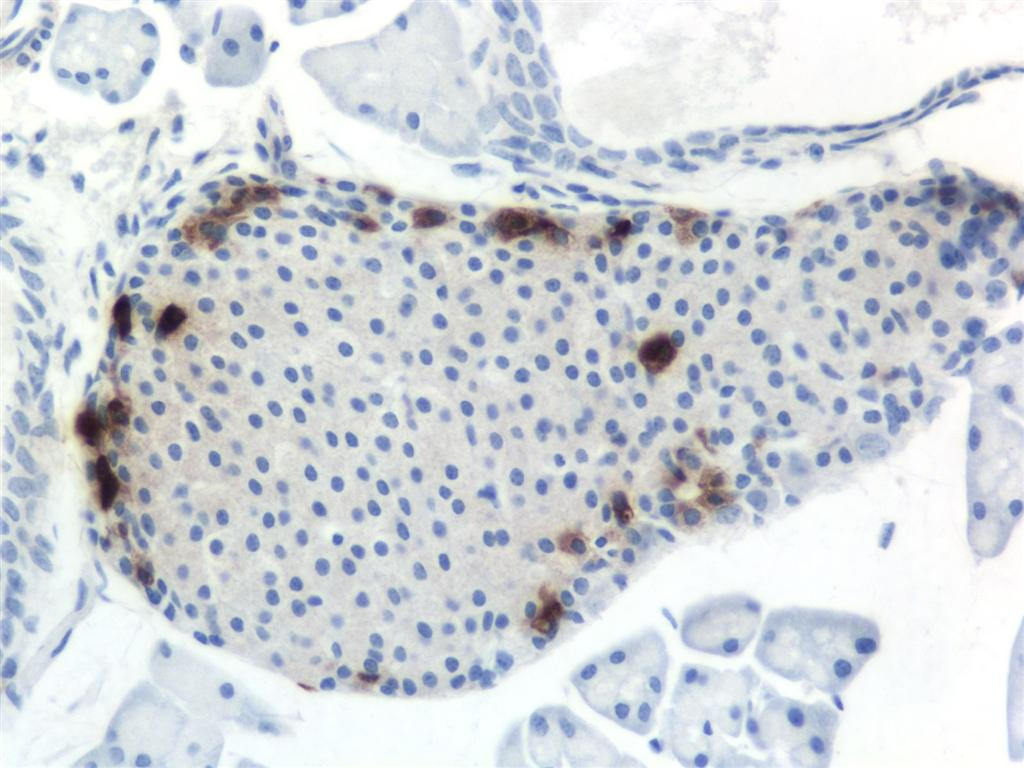
Nhuộm miễn dịch huỳnh quang tiểu đảo tụy ở chuột, thể hiện polypeptide tụy.
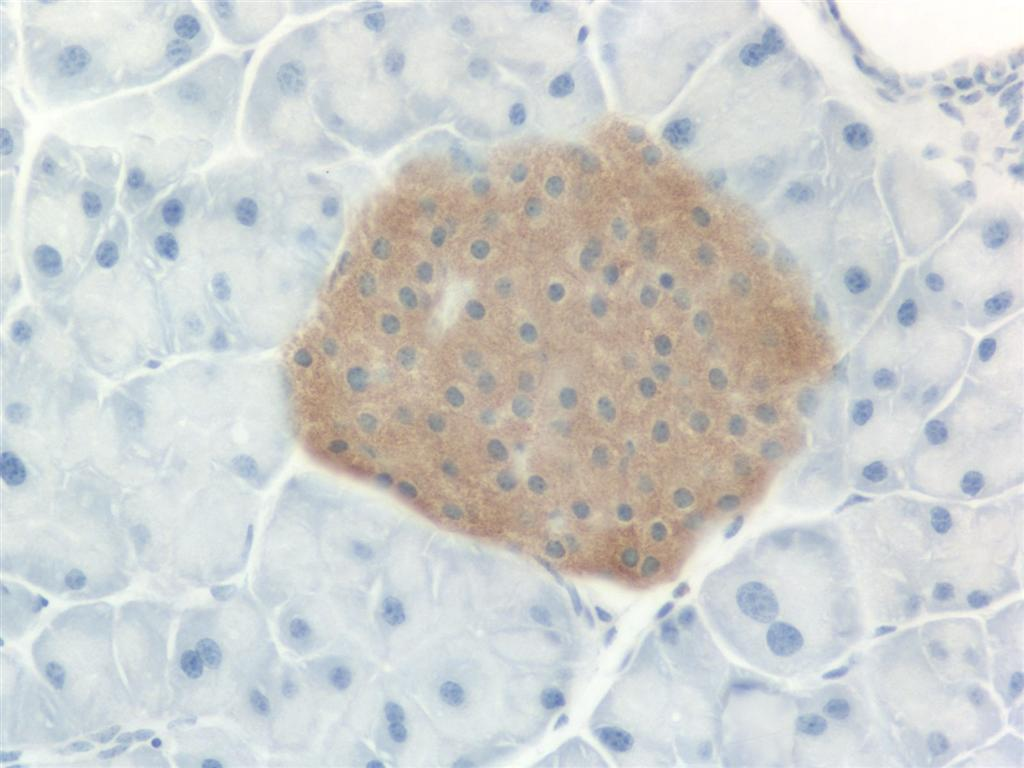
Nhuộm miễn dịch huỳnh quang tiểu đảo tụy ở chuột, thể hiện insulin
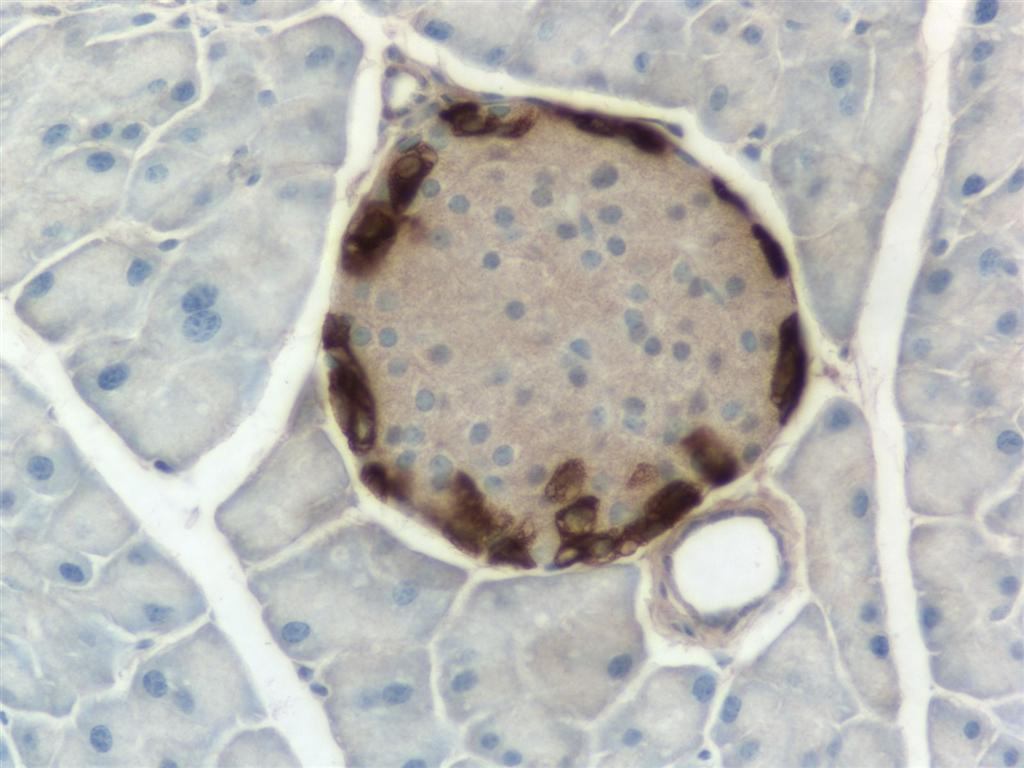
Nhuộm miễn dịch huỳnh quang tiểu đảo tụy ở chuột, thể hiện glucagon

## Ý nghĩa lâm sàng

### Bệnh tiểu đường
Các tế bào beta của đảo tụy tiết ra insulin, có vai trò quan trọng trong bệnh tiểu đường. Sự tự miễn dịch có thể là nguyên nhân gây nên sự phá hủy các tế bào beta. Tuy nhiên, cũng có những chứng cứ cho thấy các tế bào beta không phá hủy mà chỉ trở nên bất hoạt.

### Cấy ghép
Do tế bào beta trong tiểu đảo tụy bị phá hủy có chọn lọc bởi quá trình tự miễn trong bệnh tiểu đường type 1, các bác sĩ lâm sàng và nhà nghiên cứu đang tích cực phát triển phương pháp cấy ghép tiểu đảo nhằm phục hồi chức năng sinh lý của tế bào beta,  thay thế cho phương pháp ghép tụy hoàn toàn hoặc ghép tụy nhân tạo.
Ghép tiểu đảo cho bệnh nhân mắc tiểu đường type 1 hiện đang cần ức chế miễn dịch mạnh với mục đích ngăn chặn sự thải ghép của cơ thể đích với tiểu đảo người hiến.

## Hình ảnh bổ sung

Tiểu đảo tụy: sáng; nang tuyến tụy: tối (nhuộm hemalum-eosin).
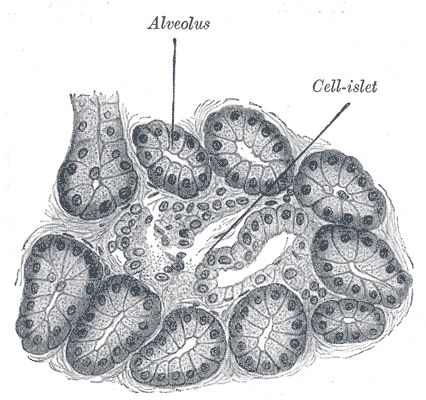
Tụy chó. 250x.
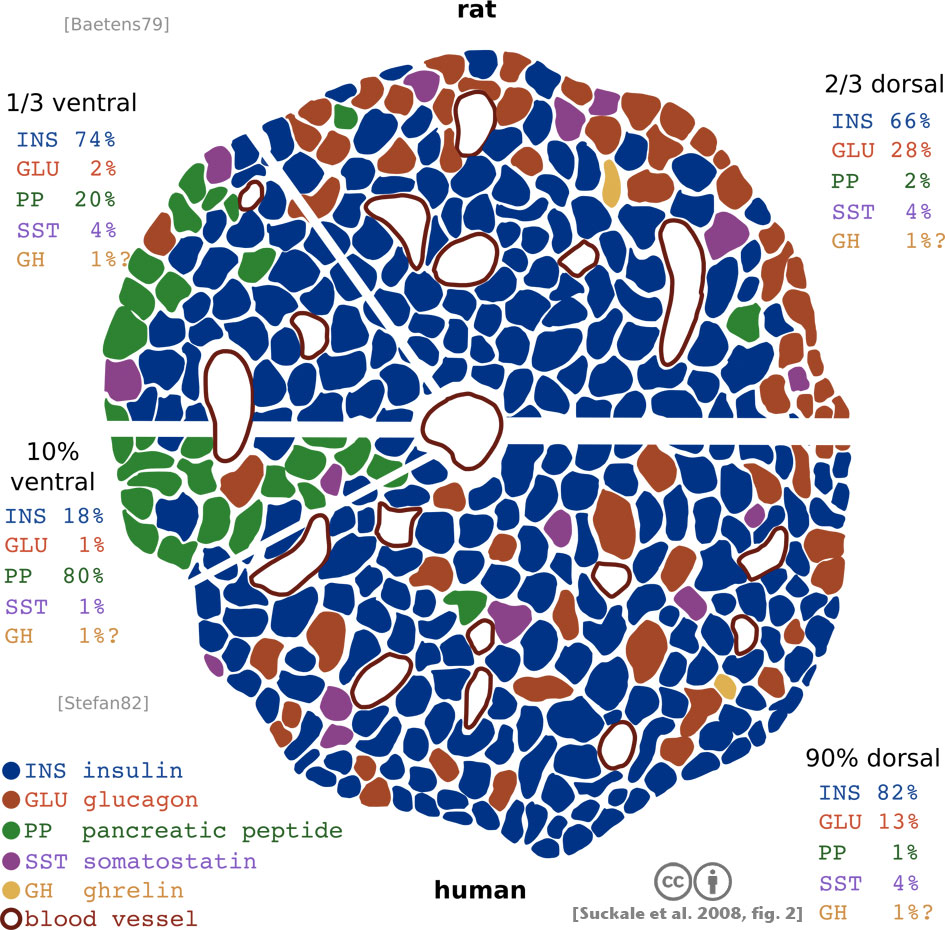
Tiểu đảo tụy giữa chuột (ở trên) và người (dưới) có sự khác nhau, tương ứng với phần bụng (trái) và phần lưng (phải) của tụy. Các loại tế bào khác nhau được đánh dấu bằng màu.